# 런던 녹색당
런던 녹색당(영어: London Green Party)은 런던의 정당이다. 현재 런던의 제3정당으로 런던 노동당, 런던 보수당, 런던 자유민주당이 있다.